# Mesembryanthemum pellitum
Mesembryanthemum pellitum är en isörtsväxtart som beskrevs av Hans Christian Friedrich. Mesembryanthemum pellitum ingår i Isörtssläktet som ingår i familjen isörtsväxter. Inga underarter finns listade i Catalogue of Life.